# Fazlul Haque
Pour les articles homonymes, voir Haque.
Mohammad Fazlul Haque, né le 30 juin 1938 et mort le 16 novembre 2023, est un ancien juge de la Cour suprême du Bangladesh. Il a été conseiller principal du gouvernement intérimaire non partisan du Bangladesh en 2007.

## Biographie

### Carrière politique
Le 31 octobre 2006, Fazlul Haque a été nommé comme l'un des dix conseillers du gouvernement intérimaire sans parti du Bangladesh, sous la direction du président et conseiller principal Iajuddin Ahmed, l'équivalent d'un ministre du gouvernement, détenant plusieurs portefeuilles,.
Au cours de la crise politique de la fin de l'année 2006, lorsque le conseiller en chef a agi de son propre chef et a décidé d'organiser des élections même si la Ligue Awami ne s'y présentait pas, le juge Haque, ainsi que d'autres conseillers, ont tenu à plusieurs reprises des réunions infructueuses avec les dirigeants de la Ligue Awami pour garantir des élections équitables le 22 janvier 2007, bien qu'il n'ait pas démissionné en masse avec les quatre conseillers pour protester contre la différence d'opinion avec le conseiller en chef.
Lorsque le conseiller en chef a finalement accepté de démissionner le 11 janvier 2007, le juge Haque a été nommé à la tête du gouvernement intérimaire jusqu'à ce qu'un remplaçant soit disponible. Le remplaçant, le Dr Fakhruddin Ahmed, a été nommé un jour plus tard, le 12 janvier, achevant ainsi le plus court mandat d'un chef de gouvernement au Bangladesh,,.

### Poursuite pour corruption
En 2007 et 2008, il a fait l'objet d'une enquête et a été inculpé par la commission anti-corruption dans le cadre d'un scandale de corruption, qui a duré au moins jusqu'en 2017. La Commission anti-corruption (ACC) a engagé une procédure contre l'ancien conseiller du gouvernement intérimaire, le juge Fazlul Haque, accusé d'avoir amassé des biens de manière illégale et d'avoir dissimulé des informations sur son patrimoine. Cette affaire de corruption, la première contre un conseiller du gouvernement intérimaire, ancien ou en exercice, a été déposée au poste de police de Ramna. Selon le premier rapport d'information (FIR), le juge Haque, dans sa déclaration de patrimoine à l'ACC, a dissimulé des informations sur des biens mobiliers et immobiliers d'une valeur d'environ 97,37 millions de takas. Ces biens ne correspondent pas à ses sources de revenus connues.
En 2017, la Cour suprême du Bangladesh a suspendu le procès de Haque et l'a autorisé à faire appel devant elle de l'ordonnance rendue par la Haute Cour, qui a permis à la juridiction inférieure de poursuivre le procès contre lui.
Il décède le 16 novembre 2023 à l'âge de 85 ans. 